# 薇兒·麥克德米
薇兒·麥克德米（Val McDermid，1955年6月4日—），蘇格蘭小說家，目前定居於曼徹斯特、諾森伯蘭郡。

## 生平
1955年，薇兒·麥克德米生於蘇格蘭東岸克科底（Kirkcaldy），童年在東衛彌司（East Wemyss）礦區與祖父母一起度過。她之後進入牛津大學就讀。
薇兒·麥克德米在德文郡培訓中心待兩年，接著在格拉斯哥和曼徹斯特報社擔任記者，其間她已開始嘗試寫作。
薇兒·麥克德米第一本小說完成於1976年，內容探討生命意義、人際關係。後來她把小說寫成劇本，被改編成舞台劇宛如快樂結局（Like a Happy Ending）。
麥克德米從1984年開始創作《採訪謀殺》（Report for Murder），1987年出版。1991年4月，薇兒·麥克德米創作第三本小說《最後版本》（Final Edition）時，辭掉記者工作專心創作。
1995年，麥克德米以《人魚之歌》（The Mermaids Singing）獲得金匕首獎。
2005年，薇兒‧麥克德米榮獲英國犯罪作家協會「匕首中的匕首（Dagger of Daggers）」，2010年獲得鑽石匕首獎。